# 미국나방나비
미국나방나비는 나비목 미국나방나비속(Macrosoma)에 속하는 나비의 총칭이다. 미국나방나비속은 미국나방나비상과(Hedyloidea), 미국나방나비과(Hedylidae)의 유일속이다. 팔랑나비상과와 호랑나비상과의 현존하는 자매군의 일종이다. 1986년, 스코블(Scoble)은 신열대구에서 발견되는 현존하는 35종 모두를 미국나방나비속에 포함시키고, 새로운 나비 분류군으로 추가했다.

## 종 목록
아래 종은 겉으로 드러난 특징에 따라 분류한 것이다.
| - M. albida - M. albifascia - M. albimacula - M. albipannosa - M. albistria - M. amaculata - M. bahiata - M. cascaria - M. conifera - M. coscoja - M. costilunata - M. hedylaria | - M. heliconiaria - M. hyacinthina - M. intermedia - M. klagesi - M. lamellifera - M. leptosiata - M. leucophasiata - M. leucoplethes - M. lucivittata - M. minutipuncta - M. muscerdata - M. napiaria | - M. nigrimacula - M. paularia - M. pectinogyna - M. rubedinaria - M. satellitiata - M. semiermis - M. stabilinota - M. subornata - M. tipulata - M. uniformis - M. ustrinaria |